# Melanostomias tentaculatus
Melanostomias tentaculatus és una espècie de peix de la família dels estòmids i de l'ordre dels estomiformes.

## Morfologia
- Els mascles poden assolir 24 cm de longitud total.[4][5]

## Hàbitat
És un peix marí i d'aigües profundes que viu entre 30-950 m de fondària.

## Distribució geogràfica
Es troba a l'Atlàntic oriental (des de Madeira fins a Angola, llevat del tram entre Mauritània i Guinea), l'Atlàntic occidental (des dels Estats Units fins al Brasil, incloent-hi el Golf de Mèxic), l'Índic i el Pacífic.